# Philitas của Cos
Philitas của Cos, đôi khi được gọi là Philetas (c. 340 - c. 285 BC), là một học giả và nhà thơ Hy Lạp trong thời gian đầu thời kỳ Hy Lạp hóa của Hy Lạp cổ đại. Là một người Hy Lạp liên quan đến Alexandria, ông đã có ảnh hưởng lớn trong nửa sau Công nguyên và được bổ nhiệm làm gia sư cho các người thừa kế ngai vàng của Ai Cập Ptolemaios. Ông là gầy gò và yếu đuối. Athenaios do đó châm biếm ông là một học giả quá hao phí bởi các nghiên cứu của mình và ông đã gầy mòn đi và chết. Philitas là nhà văn lớn đầu tiên vừa là học giả vừa là nhà thơ. Danh tiếng của ông tiếp tục trong nhiều thế kỷ, dựa vào cả nghiên cứu tiên phong về từ ngữ và thơ của ông về nhịp thơ bi thảm.